# Ганс-Генріх Зікст фон Армін
Ганс-Генріх Зікст фон Армін (нім. Hans-Heinrich Sixt von Armin; 6 листопада 1890, Штеттін, Німецька імперія — 1 квітня 1952, Красногорськ, РРФСР) — німецький воєначальник, генерал-лейтенант вермахту. Кавалер Лицарського хреста Залізного хреста.

## Біографія
Син генерала піхоти Фрідріха Бертрама Зікста фон Арміна. 18 лютого 1909 року поступив на службу в Імперську армію. Учасник Першої світової війни. Після демобілізації армії залишений у рейхсвері.
З 1 вересня 1939 року — начальник генштабу 5-ї армії. Учасник Польської кампанії. З 25 вересня 1939 року — командир 95-ї піхотної дивізії. Учасник Французької кампанії і німецько-радянської війни. В липні 1941 році наказав розстріляти 200 осіб в Житомирській області (здебільшого євреїв), які начебто погано ставились до німецьких солдатів. З 10 травня 1942 року — командир 113-ї піхотної дивізії. Учасник Сталінградської битви. 20 січня 1943 року потрапив у радянський полон, де став довіреною особою Фрідріха Паулюса. 4 червня 1949 року військовим трибуналом військ МВС Мінської області засуджени до 15 років трудових таборів. Помер у таборі.

## Звання
- Фанен-юнкер (18 лютого 1909)
- Лейтенант (16 червня 1910) — патент від 20 червня 1908 року.
- Оберст-лейтенант (25 лютого 1915)
- Гауптман (18 жовтня 1917)
- Майор (1 квітня 1929)
- Оберст-лейтенант (1 жовтня 1932)
- Оберст (1 жовтня 1934)
- Генерал-майор (1 березня 1938)
- Генерал-лейтенант (1 березня 1940)

## Нагороди
- Залізний хрест
  - 2-го класу (7 жовтня 1914)
  - 1-го класу (22 грудня 1917)
- Орден Церінгенського лева, лицарський хрест 2-го класу з мечами
- Орден Генріха Лева 4-го класу
- Нагрудний знак «За поранення» в чорному
- Почесний хрест ветерана війни з мечами
- Медаль «За вислугу років у Вермахті» 4-го, 3-го, 2-го і 1-го класу (25 років)
- Застібка до Залізного хреста 2-го і 1-го класу
- Штурмовий піхотний знак в сріблі
- Лицарський хрест Залізного хреста (22 вересня 1941)
- Німецький хрест в золоті (6 вересня 1942)